# 俳句甲子園
俳句甲子園（はいくこうしえん）
1. 愛媛県松山市で毎年8月に開催される、高校生を対象にした俳句コンクール「全国高校俳句選手権大会」。本記事で詳述。
2. 高校野球・夏の甲子園応援企画として、朝日新聞社の主催でかつて行われた俳句コンクール。本記事の最後、#甲子園での「俳句甲子園」の節で詳述。

全国高校俳句選手権大会（ぜんこくこうこうはいくせんしゅけんたいかい、通称：俳句甲子園）は、愛媛県松山市で毎年8月に開催されている、高校生を対象とした俳句コンクールである。社団法人松山青年会議所、NPO法人俳句甲子園実行委員会が主催。当地が正岡子規や高浜虚子など著名な俳人の出身地であることから、これにあやかって1998年に始まった。第8回（2005年）大会から文部科学省より学びんピックに認定されている。

## 沿革
1998年、社団法人松山青年会議所によって第1回俳句甲子園松山大会を開催。初回は松山市と近隣の高校および盲学校高等部のイベントで、参加数9校であった。翌年の開催より愛媛県大会となり、参加数13校となる。2000年の第3回より、愛媛県以外に三重県・岡山県・香川県から4校の参加があり（参加数14校）、全国大会と銘打つことになった。
正岡子規没後100年の第4回大会より松山市が後援となる。しだいに参加校が増え、2004年の第7回大会より地区予選制度導入。この年12月、愛媛新聞社による『五・七・五のバトル 俳句甲子園』が出版。翌年2月、同大会を題材にした映画『恋は五・七・五!』公開。またこの年の第8回より学びんピック認定大会になった。2006年の第9回以降、参加校数は50以上、参加チーム数は70 - 100程度を維持している。2012年、実行委員会が第34回サントリー地域文化賞を受賞。2019年の参加チーム数は35都道府県95校120チーム。2020年は新型コロナウイルス感染症の影響で、投句審査のみによる選考となった。エキシビションマッチとして行われたリモートによるディベート対戦では、開成高校が松山東高校に勝利した。2021年は投句審査によって上位4チームを選出し、ディベート形式による決勝トーナメントが無観客で行われた。2022年は3年ぶりに通常開催となった。

## 全国大会までの流れ
参加は5人一組（在学中の高校生5人と引率者）で、同一の高校から複数のチームが出場することもできる。参加方法は地方大会からの参加と投句応募による参加の2通りがある。投句による参加の場合は、出場者が兼題（あらかじめ知らされる題）に沿って未発表の句を各自3句ずつ提出する（地方大会の敗退チームも投句審査の対象となる）。地方大会はエントリー数によって試合形式が異なり、兼題による各チーム3句勝負でのリーグ戦（4チーム以下）、2つのブロックに別れ兼題による3句勝負のリーグ戦、5人5句の即興句でブロック決勝戦（5 - 6チーム）、トーナメント方式で兼題による3句勝負、5人5句の即興句で決勝戦（7 - 9チーム）といった方式が取られる（以上は2006年の場合）。
以上の地方大会で優勝した25チームおよび投句審査で選ばれた7チームの22都道府県29校32チームが全国大会に出場する。全国大会は8月19日（俳句の日）近辺で二日間の日程で行われる。一日目はまず4チームずつ8ブロックに分かれてリーグ戦を行い、その後に各リーグを突破した8チームにより、兼題による5人5句勝負の予選トーナメントが行われる（4チームが残る）。二日目にまず敗退した全チームによる敗者復活戦があり、これに勝ち残った2チームを加え、6チームが各々3チームによるA、B2つの決勝リーグ戦を戦う。その決勝リーグ戦の勝者同士によって5人5句の兼題による決勝が行われる。

## 競技方式
団体戦は句合（くあわせ）の形式で行われ、2チームが赤白に分かれて先鋒戦、中堅戦、大将戦というふうに1句ずつ句を出し合って優劣を競いあう。披講（俳句の披露）のあとに質疑応答の時間が設けられ、各チームが相手チームの句に対して質疑を行う（自チームの句の自発的な解説は認められない）。審査員（複数）による評価では作品点（10点満点）に加え、質疑応答において鑑賞力の高かった側に3点以内のポイント加算が行われる。5人勝負では3本先取で勝利となる（以上第15回開催要項より、全国大会の場合）。

## 最優秀句
大会で作られた句より、最優秀句1句、審査員が1句選ぶ優秀句と20句程度の入選句が選ばれる。最優秀句は松山市の椿神社の玉垣に句碑として建立される。

## 歴代の成績
| 回数   | 優勝               | 準優勝           | 最優秀句                       | 最優秀句作者                 |
| ------ | ------------------ | ---------------- | ------------------------------ | ---------------------------- |
| 第1回  | 東温高校           | 愛光高校         | 秋立ちて加藤登紀子が愛歌う     | 白石ちひろ（松山中央高校）   |
| 第2回  | 愛光高校           | 松山東高校       | 朝顔の種や地下鉄乗り換えぬ     | 森川大和（愛光高校）         |
| 第3回  | 伯方高校           | 東温高校         | 裁判所金魚一匹しかをらず       | 菅波祐太（愛光高校）         |
| 第4回  | 松山東高校         | 開成高校         | カンバスの余白八月十五日       | 神野紗希（松山東高校）       |
| 第5回  | 吹田東高校         | 松山東高校       | 夕立の一粒源氏物語             | 佐藤文香（松山東高校）       |
| 第6回  | 開成高校           | 三重高田高校     | 小鳥来る三億年の地層かな       | 山口優夢（開成高校）         |
| 第7回  | 甲南高校           | 開成高校         | かなかなや平安京が足の下       | 高島春佳（紫野高校）         |
| 第8回  | 開成高校           | 下館第一高校     | 土星より薄に届く着信音         | 堀部葵（紫野高校）           |
| 第9回  | 熊本信愛女学院高校 | 松山東高校       | 宛先はゑのころぐさが知つてをる | 本多秀光（宇和島東高校）     |
| 第10回 | 開成高校           | 幸田高校         | 山頂に流星触れたのだろうか     | 清家由香里（幸田高校）       |
| 第11回 | 開成高校           | 愛光高校         | それぞれに花火を待つてゐる呼吸 | 村越敦（開成高校）           |
| 第12回 | 松山中央高校       | 洛南高校         | 琉球を抱きしめにゆく夏休み     | 中川優香（菊池高校）         |
| 第13回 | 開成高校           | 首里高校         | カルデラに湖残されし晩夏かな   | 青木智（開成高校）           |
| 第14回 | 開成高校           | 幸田高校         | 未来もう来ているのかも蝸牛     | 菅千華子（厚木東高校）       |
| 第15回 | 松山東高校         | 開成高校         | 月眩しプールの底に触れてきて   | 佐藤雄志（開成高校）         |
| 第16回 | 開成高校           | 洛南高校         | 夕焼や千年後には鳥の國         | 青本柚紀（広島高校）         |
| 第17回 | 開成高校           | 洛南高校         | 湧き水は生きてゐる水桃洗ふ     | 大橋佳歩（幸田高校）         |
| 第18回 | 名古屋高校         | 旭川東高校       | 号砲や飛び出す一塊の日焼       | 兵頭輝（宇和島東高校）       |
| 第19回 | 開成高校           | 東京家政学院高校 | 豚が鳴く卒業の日の砂利踏めば   | 池内嵩人（松山中央高校）     |
| 第20回 | 開成高校           | 幸田高校         | 旅いつも雲に抜かれて大花野     | 岩田奎（開成高校）           |
| 第21回 | 徳山高校           | 開成高校         | 滴りや方舟に似てあなたの手     | 桃原康平（興南高校）         |
| 第22回 | 弘前高校           | 名古屋高校       | 中腰の世界に玉葱の匂ふ         | 重田渉（開成高校）           |
| 第23回 | 開成高校           | 洛南高校         | 太陽に近き嘴蚯蚓を垂れ         | 田村龍太郎（海城高校）       |
| 第24回 | 開成高校           | 洛南高校         | ウミユリの化石洗ひぬ山清水     | 辻颯太郎（岡山朝日高校）     |
| 第25回 | 開成高校           | 海城高校         | 草いきれ吸って私は鬼の裔       | 阿部なつみ（水沢高校）       |
| 第26回 | 開成高校           | 旭川東高校       | 月涼し伽藍に蟹の道のある       | 小田健太（名古屋高校）       |
| 第27回 | 名古屋高校         | 興南高校         | 戦死者のハンカチ青しそれを振る | 岡智咲恵（東京家政学院高校） |

## 歴代審査員
（呼称は回により「審査員長」「審査委員」などのこともある）
- 1998年 第1回 坪内稔典／五十崎朗／夏井いつき／三浦和尚
- 1999年 第2回 辻桃子／中原道夫／如月真菜
- 2000年 第3回 坪内稔典／辻桃子／中原道夫
- 2001年 第4回 坪内稔典／中原道夫／辻桃子／坊城俊樹／対馬康子／夏井いつき
- 2002年 第5回 坪内稔典／中原道夫／辻桃子／坊城俊樹／あざ蓉子／七田谷まりうす
- 2003年 第6回 中原道夫／辻桃子／坪内稔典／坊城俊樹／片山由美子／筑紫磐井／（特別審査員）天野祐吉／（トータルアドバイザー）夏井いつき
- 2004年 第7回 中原道夫／辻桃子／坊城俊樹／池田澄子／櫂未知子／稲畑廣太郎／夏井いつき
- 2005年 第8回 中原道夫／松本勇二／寺井谷子／田島明志／渡部州麻子／大西素之／中村和弘／佐藤明彦／坊城俊樹／熊本良悟／大高翔／松本博之
- 2006年 第9回
- 2007年 第10回 中原道夫／坊城俊樹／夏井いつき／坪内稔典
- 2008年 第11回 中原道夫／中村和弘／西村和子／坊城俊樹／正木ゆう子／小島健／黒田杏子／夏井いつき／高柳克弘／石田郷子／星野高士／高野ムツオ／大高翔
- 2009年 第12回 中原道夫／中村和弘／西村和子／坊城俊樹／正木ゆう子／小島健／金子兜太／夏井いつき／高柳克弘／石田郷子／星野高士／高野ムツオ／大高翔
- 2010年 第13回 高柳克弘／山西雅子／坊城俊樹／小澤實／正木ゆう子／高野ムツオ／黒田杏子／寺井谷子／中原道夫／星野高士／夏井いつき／高山れおな／大高翔
- 2011年 第14回 山西雅子／坊城俊樹／星野高士／中原道夫／西村和子／寺井谷子／宇多喜代子／筑紫磐井／正木ゆう子／小澤實／夏井いつき／高柳克弘
- 2012年 第15回 阪西敦子／夏井いつき／長谷川櫂／中原道夫／筑紫磐井／高野ムツオ／有馬朗人／西村和子／鳥居真里子／星野高士／小澤實／田中亜美／高柳克弘
- 2013年 第16回 稲畑汀子／高野ムツオ／仁平勝／中原道夫／正木ゆう子／星野高士／小澤實／夏井いつき／岸本尚毅／津川絵理子／田中亜美／阪西敦子／高柳克弘
- 2014年 第17回 高野ムツオ／西村和子／中原道夫／正木ゆう子／星野高士／夏井いつき／岸本尚毅／照井翠／マブソン青眼／田中亜美／阪西敦子／高柳克弘／神野紗希
- 2015年 第18回 高野ムツオ／西村和子／中原道夫／正木ゆう子／星野高士／小澤實／夏井いつき／森賀まり／岸本尚毅／木暮陶句郎／阪西敦子／高柳克弘／神野紗希
- 2016年 第19回 池田澄子／高野ムツオ／西村和子／今井聖／中原道夫／星野高士／対馬康子／小澤實／夏井いつき／岸本尚毅／関悦史／阪西敦子／高柳克弘
- 2017年 第20回 高橋睦郎／高野ムツオ／西村和子／中原道夫／星野高士／対馬康子／小澤實／夏井いつき／岸本尚毅／関悦史／阪西敦子／高柳克弘／神野紗希
- 2018年 第21回 高野ムツオ／西村和子／中原道夫／正木ゆう子／星野高士／小澤實／夏井いつき／岸本尚毅／関悦史／鴇田智哉／阪西敦子／高柳克弘／神野紗希
- 2019年 第22回 高野ムツオ／西村和子／中原道夫／正木ゆう子／星野高士／小澤實／夏井いつき／岸本尚毅／関悦史／鴇田智哉／阪西敦子／高柳克弘／神野紗希
- 2020年 第23回 高野ムツオ／西村和子／中原道夫／正木ゆう子／星野高士／小澤實／夏井いつき／岸本尚毅／関悦史／鴇田智哉／阪西敦子／高柳克弘／神野紗希
- 2021年 第24回 高野ムツオ／西村和子／中原道夫／星野高士／小澤實／夏井いつき／岸本尚毅／関悦史／鴇田智哉／如月真菜／阪西敦子／高柳克弘／神野紗希
- 2022年 第25回 高野ムツオ／西村和子／中原道夫／星野高士／小澤實／夏井いつき／高田正子／岸本尚毅／如月真菜／阪西敦子／村上鞆彦／西村麒麟／神野紗希
- 2023年 第26回 高野ムツオ／中原道夫／星野高士／小澤實／夏井いつき／高田正子／岸本尚毅／如月真菜／堀田季何／阪西敦子／村上鞆彦／西村麒麟／神野紗希
- 2024年 第27回 高野ムツオ／中原道夫／星野高士／小澤實／夏井いつき／高田正子／森賀まり／岸本尚毅／堀田季何／阪西敦子／村上鞆彦／西村麒麟／神野紗希

## エキシビジョンマッチ
2017年からは審査員の1人である夏井いつきが講師として出演する『プレバト!!』の俳句査定において優秀な成績を収めている「特待生」「名人」3人と、優勝校による「対外試合（エキシビジョンマッチ）」が開催されており、その模様は番組内で9月に放送される。
基本的なルールは本戦同様だが、2017年では夏井も審査に参加、2018年、2019年は審査に参加せず見届け人として参加している。

## まる裏俳句甲子園
番外編的なイベントとして、毎年1 - 2月に「高校生以外のためのまる裏俳句甲子園」（まる裏俳句甲子園、○裏俳句甲子園。正確な表記は、「○の中に裏」）が行われる。主催は、まる裏俳句甲子園実行委員会。2003年に第1回。俳句甲子園と共通の運営スタッフで、俳句甲子園を応援する目的。広く一般人から参加者を募って、俳句甲子園と同様の試合形式で展開する。2020年の第18回をもって終了した。

## あしらの俳句甲子園
2020年9月、まる裏俳句甲子園の運営と名称が変更され「あしらの俳句甲子園」となった。2021年はコロナ禍により開催が見送られ、2022年に第1回が行われた。

## メディア

### 書籍
- 愛媛新聞メディアセンター編『"五・七・五"のバトル 俳句甲子園』愛媛新聞社 2005年
- 俳句甲子園実行委員会監修『俳句生活 一冊まるごと 俳句甲子園』（カドカワムック 351 別冊俳句）角川学芸出版 2010年
- 俳句甲子園OB・OG会責任編集『第15-24回俳句甲子園公式作品集』書肆アルス 2012年-2021年

### テレビ・ラジオ
- NHK四国スペシャル『俳句甲子園2002』2002年9月6日 19:30 - 20:28
- NNNドキュメント'02『俳句甲子園 〜駆け抜ける レモンの風や 陸上部〜』2002年9月8日
- エフエム愛媛『How To 俳句甲子園』2006年8月12日（参加36チームのメッセージ紹介など）
- RNB南海放送ラジオ『第9回熱戦俳句甲子園高校生バトル』2006年8月19日 13:00 - 15:00
- NHK松山『五・七・五にかける夏 〜熱闘!俳句甲子園2006〜』（語り・古谷敏郎）
  - NHK BS2 2006年9月2日 16:00 - 16:55
  - NHK総合／デジタル総合 2006年9月25日 1:50 - 2:45
- NNNドキュメント'06『俳句ガールズ ひと夏の 恋も涙も 五・七・五』（ナレーター・池脇千鶴）2006年9月3日 制作・南海放送
- NHK Eテレ『自分が自分であるために詠む〜俳句甲子園2019〜』2019年9月7日 15:00 - 15:45

## 俳句甲子園を題材にした作品
- 漫画 『僕らは長く夢をみる 〜めざせ俳句甲子園〜』（たくまる圭著、白泉社『ヤングアニマル』2003年9号 - 11号に掲載・連載全3回）- この作品は後に、たくまる圭『アカシヤの星』第3巻（イッキコミックス IKKI comix 小学館 2005年 ISBN 4-09-188513-6）の巻末に収録されている。
- 漫画『ぼくらの17-ON!』（アキヤマ香著、双葉社『JOURすてきな主婦たち』連載）- 俳句甲子園出身の俳人・佐藤文香が監修を担当。
- 映画『恋は五・七・五!』（荻上直子監督、2005年2月公開）
- 小説『春や春』（森谷明子著、2015年5月、光文社）[6]
- 小説『南風（みなみ）吹く』（森谷明子著、2017年7月、光文社）

## 別の「俳句甲子園」

### 全国学生俳句大会
1970年に始まった、日本学生俳句協会主催の「全国学生俳句大会」は、学校対抗部門（団体の部）について1988年から「全国学校対抗俳句の甲子園」との愛称を付けて開催されている。1校につき生徒5人で5句投句するという形式も本項目の大会と共通する。なお全国学生俳句大会と松山「俳句甲子園」の両方ともに、現代俳句協会が後援している。

### 甲子園での「俳句甲子園」
1999年から2001年にかけて、夏の高校野球を応援する企画として朝日新聞社の主催で高校野球を題材とした俳句コンクール「俳句甲子園」が行われた。選者は有馬朗人、黛まどか。文部省（文部科学省）他が後援し、各回に全国から15 - 20万句の応募があった。なおこの俳句募集の折に選者から、「甲子園」を夏の季語として扱うとの提案もあった。
書籍化は以下の通り。
- 有馬朗人・黛まどか・監修・編『第一回 俳句甲子園』NTT出版 2000年3月 ISBN 4-7571-5021-0
- 有馬朗人・黛まどか・監修・編『俳句甲子園 第二回』NTT出版 2001年2月 ISBN 4-7571-5030-X
- 有馬朗人・黛まどか・監修・編『俳句甲子園 第三回』NTT出版 2002年2月 ISBN 4-7571-5034-2